# Organisations communistes de masse
 (avril 2020).
Si vous disposez d'ouvrages ou d'articles de référence ou si vous connaissez des sites web de qualité traitant du thème abordé ici, merci de compléter l'article en donnant les références utiles à sa vérifiabilité et en les liant à la section « Notes et références ».
 (décembre 2020).
Les organisations communistes de masse étaient des organisations sectorielles créées à l'initiative de l'URSS et présentes dans de nombreux pays à travers le monde.
Chaque organisation de masse visait à fédérer un public déterminé selon des critères variables (sexe, catégorie professionnelle, cause sociale, âge, etc.). Elles avaient pour objectif de toucher, au-delà des rangs des Partis communistes, toute la catégorie visée. C'est lors de la guerre froide que leur développement et leur utilisation est le plus fécond. 
Dans chaque domaine, ces organisations internationales inféodées à Moscou regroupent des sections nationales.
Après la chute de l'URSS en 1991, leur existence a parfois été remise en cause : certaines disparaissent, tandis que d'autres se réorganisent en s'émancipant politiquement, n'étant désormais plus dans l'orbite politique de la nouvelle fédération de Russie.

## En France
En France, le Parti communiste français avait la charge de susciter la création et d'aider le développement d'associations affiliées à ces organisations. Le terme « organisation de masse » était pleinement assumé et faisait l'objet d'un compte-rendu régulier lors des séances du secrétariat du PCF.
Quand elles n'étaient pas officiellement communistes, les organisations de masse cherchaient l'élargissement et l'ouverture politique. Plusieurs n'existent plus. 
Le terme d'« organisation de masse » est sujet lui-même à un certain rejet depuis le début du XXIe siècle, par exemple de la part de la CGT.

## Liste
En tant que déclinaison internationale du PCUS dans de nombreux domaines, les organisations concernées sont variables en nombre selon les périodes. Elles ne comptent pas que des communistes « encartés » dans leurs rangs et la graduation des engagements politiques est fort diverse.
| Objet                                         | Organisation française | Organisation internationale |  |
| Syndicat professionnel                        | Confédération générale du travail unitaire (CGTU)                                                                                             | Internationale syndicale rouge (ISR)                                                                                             |  |
| Syndicat professionnel                        | Confédération générale du travail (CGT) | Fédération syndicale mondiale (FSM)                                                                                              |  |
| Syndicat de défense agricole                  | Confédération générale des paysans travailleurs (CGPT) de 1929 à 1940 puis Mouvement de défense des exploitants familiaux (MODEF) depuis 1959 | avant 1945 |  |
| Association de locataires                     | Fédération des locataires puis Confédération nationale des locataires (CNL) puis Confédération nationale du logement                          | |  |
| Association de jeunesse                       | Mouvement jeunes communistes de France (MJCF) Fédération des jeunesses communistes de France                                                  | Fédération mondiale de la jeunesse démocratique (FMJD) Internationale communiste des jeunes (ICJ)                                |  |
| Association féministe                         | Union des femmes françaises (UFF) puis Femmes solidaires                                                                                      | Fédération démocratique internationale des femmes (FDIF)                                                                         |  |
| Association d'anciens combattants             | Association républicaine des anciens combattants (ARAC)                                                                                       | ? |  |
| Associattion de souvenir, mémoire et entraide | Fédération nationale des déportés et internés résistants et patriotes (FNDIRP)                                                                | |  |
| Association pacifiste                         | Mouvement de la paix | Conseil mondial de la paix (CMP)                                                                                                 |  |
| Association d'élus                            | Association nationale des élus communistes et républicains                                                                                    | |  |
| Associations sportives                        | Fédération sportive du travail (FST) Fédération sportive et gymnique du travail (FSGT)                                                        | Internationale du sport rouge (ISR) Après 1945 relations bilatérales avec des fédérations travaillistes ou de pays « émergents » |  |
| Association humanitaire                       | Secours ouvrier international (SOI) puis Secours rouge international (SRI) puis Secours populaire français (SPF)                              | |  |
| Association de diffusion                      | Comité des défense de L'Humanité puis Comité de diffusion de L'Humanité                                                                       | |  |
| Association de retraités                      | Union nationale des vieux travailleurs de France (UNVTF) Union confédérale des retraités CGT                                                  | UNVTF en désuétude UCR -CGT, organisation statutaire de la CGT                                                                   |  |
| Association étudiante                         | Union des étudiants communistes (UEC) | Union internationale des étudiants                                                                                               |  |
| Association de juristes                       | Droit Solidarité | Association internationale des juristes démocrates                                                                               |  |
| Association d'amitié entre pays               | Amis de l'URSS puis Association France-URSS, France-RDA, France-Tchécoslovaquie, France-Cuba, Association d'amitié franco-vietnamienne...     | |  |
| Association espérantiste                      | Fédération espérantiste du travail | |  |
| Association culturelle                        | Fédération musicale populaire | |  |
| Association culturelle                        | Université ouvrière | |  |
| Entreprise culturelle                         | Éditions sociales internationales (ESI) | (avant 1939) |  |
| Entreprise culturelle                         | Centre de diffusion du livre et de la presse (CDLP)                                                                                           | (disparu vers 1992) |  |